# Mízní uzlina

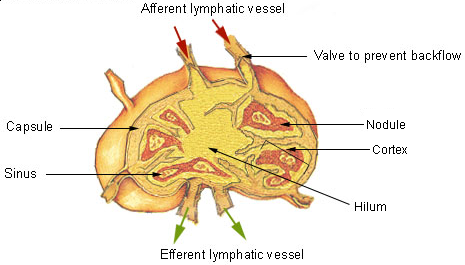
Stavba lymfatické uzliny

Mízní uzlina nebo také lymfatická uzlina (lat. nodus lymphaticus) je orgán lymfatického systému obratlovců. Mízní uzliny jsou součástí mízního oběhu a navazují funkčně na mízní cévy. V mízních uzlinách dochází k vychytávání cizorodých látek a antigenů.

## Stavba
Mízní uzlina se skládá z vazivového pouzdra, kůry a dřeně. V kůře a dřeni jsou zastoupeny především leukocyty (T-lymfocyty a B-lymfocyty). Mízní uzlina má ledvinovitý tvar, dosahuje velikosti 1 mm až 2,5 cm. V kůře uzliny jsou prosvětlená místa – zárodečná centra, která obsahují B-lymfocyty. Korová vrstva je od dřeně (medulla) oddělena tzv. parakortikální zónou, kde se zdržují T-lymfocyty.
Míza protéká především skrz řídké oblasti s menším množstvím buněk, tzv. sinusy. V nich jsou přítomny epiteliální buňky a bílé krvinky, jako např. lymfocyty, makrofágy a plazmatické buňky. V kůře a dřeni jsou v hojné míře i tzv. dendritické buňky.
Známými mízními uzlinami u člověka jsou mandle.